# Карабалаев, Оган Мамбетович
Оган Мамбетович Карабалаев (8 июля 1943 — 8 июля 2020) — советский и киргизский государственный и общественный деятель.

## Биография
Родился в селе Долинка (ныне Кара-Ой (Иссык-Кульская область)). Отец, Мамбет Карабалаев, был специалистом по выращиванию верховых лошадей.
Окончил с отличием Чолпон-атинскую школу имени Кирова. Высшее образование получил в Московском высшем техническом училище имени Н. Баумана.
Начинал трудовую деятельность токарем. Работал первым секретарём Первомайского райкома комсомола в городе Фрунзе, во Фрунзенском горкоме КПК и ЦК Компартии Киргизии. В 1982 году был назначен директором киностудии «Киргизфильм». В 1984 году в составе киргизской делегации принял участие в выставке «Киргизское кино: вчера и сегодня» в Берлине. Под его руководством были сняты такие художественные фильмы, как «Тринадцатый внук» (1982), «Волчья яма» (1983), «Первый» (1984), «Потомок белого барса» (1984) и прочие.
Позже работал в туристических компаниях. Был оргинспектором департамента организационно-кадровой работы и регионального управления аппарата премьер-министра. В 1999 году назначен директором — главным государственным инспектором Госинспекции труда, параллельно входил в состав коллегии Министерства труда и социальной защиты. Он был одним из авторов Трудового кодекса Киргизии и закона об охране труда. Также он являлся председателем общественного фонда Иссык-Кульской области «Ынтымак».
Награждён советской медалью «За доблестный труд» и медалью «Данк» (2006), почётный гражданин Бишкека, государственный советник 3-го класса.
Был женат на Умаровой Нестан Даражан, пара вырастила троих дочерей и восьмерых внуков.
Умер 8 июля 2020 года.